# El Pueblito (Colón)
El Pueblito es un barrio de la localidad de Salsipuedes, ubicada en el departamento Colón, en la Provincia de Córdoba, Argentina. Se encuentra ubicado sobre la ruta E53, en el ejido municipal de Salsipuedes, unos 3 km al norte de esa población. Tiene 868 habitantes.

## Historia
Salsipuedes surge en 1815 por asentamiento de colonos, arraigándose allí al construirse una capilla.
Jerónimo Luis de Cabrera, cumpliendo con el encargo del Virrey de Toledo, funda ciudades en las tierras de los Comechingones. Funda Córdoba, y luego nombra "encomiendas de indios y de mercedes" entre vecinos y fundadores.
Juan de Burgos (en grado de capitán) recibe a dos años de la fundación una extensión de tierra a siete leguas de dicha ciudad, en un pueblo de indios encomendados en el dicho Juan de Burgos. Luego se otorga a sí mismo las tierras de Ministaló; desde un salto del arroyo de Cinta, a un 2 km de Ministaló río arriba, hasta "La Dormida de Jerónimo Luis de Cabrera" (gobernador). Allí se funda la Estancia de Salsipuedes.